# Anorak (jargon)
Een anorak is een verweesde fanatieke radio-aanhanger, vooral geïnteresseerd in trivia. De term is afgeleid van de jas anorak, veelal gedragen door min of meer autistische liefhebbers van zaken waarin regelmaat van belang is, zoals de treinenloop, registraties, UDC, troepenverplaatsingen, hitparades, Eurovisiesongfestival-stemmentellingen etc., kortom alles waar regeltjes over bestaan die bestudeerd, geïnterpreteerd en gecontroleerd kunnen worden. Mensen die hun hobby op deze neurotische manier uitoefenen staan bekend om hun grauwe kleur, relatief sjofele kleding en haardracht, slechte manier van communiceren, hun slechte manier van verzorging, en dus die anorak.
De bijzondere betekenis van zeezender-aanhanger is afkomstig van Andy Archer, een diskjockey die op zeezenders als Radio City, Radio Caroline en Radio Northsea International werkte. Hem viel op dat de zeezenderaanhangers die met de tenderschepen meekwamen zich goed warm kleedden voor hun tocht op zee ... in anoraks!

## Referentie
1. ↑  In mei 1974 gebruikte Archer de benaming tijdens een spontaan live radioprogramma. Gearchiveerd op 7 december 2021.